# اولاد مومنا
اولاد مومنا (به فرانسوی: Oulad Moumna) یک منطقهٔ مسکونی در مراکش است که در استان شیشاوه واقع شده‌است. اولاد مومنا ۷٬۱۳۷ نفر جمعیت دارد.